# Ambroise Milet
Ambroise Milet (1829 Martincamp, comuna de Bully – 1916 Dieppe), fue ceramista y sucesivamente director de la fabricación de la Manufacture nationale de Sèvres y conservador del Museo y Biblioteca de Dieppe al fin de su carrera laboral.
Ambroise Milet fue hermano de Félix Optat Milet. Hijo y nieto de alfareros en un pueblo de que contaba en 1820 con 32 fábricas de gres utilitario, de cerámica vidriada.

## Biografía

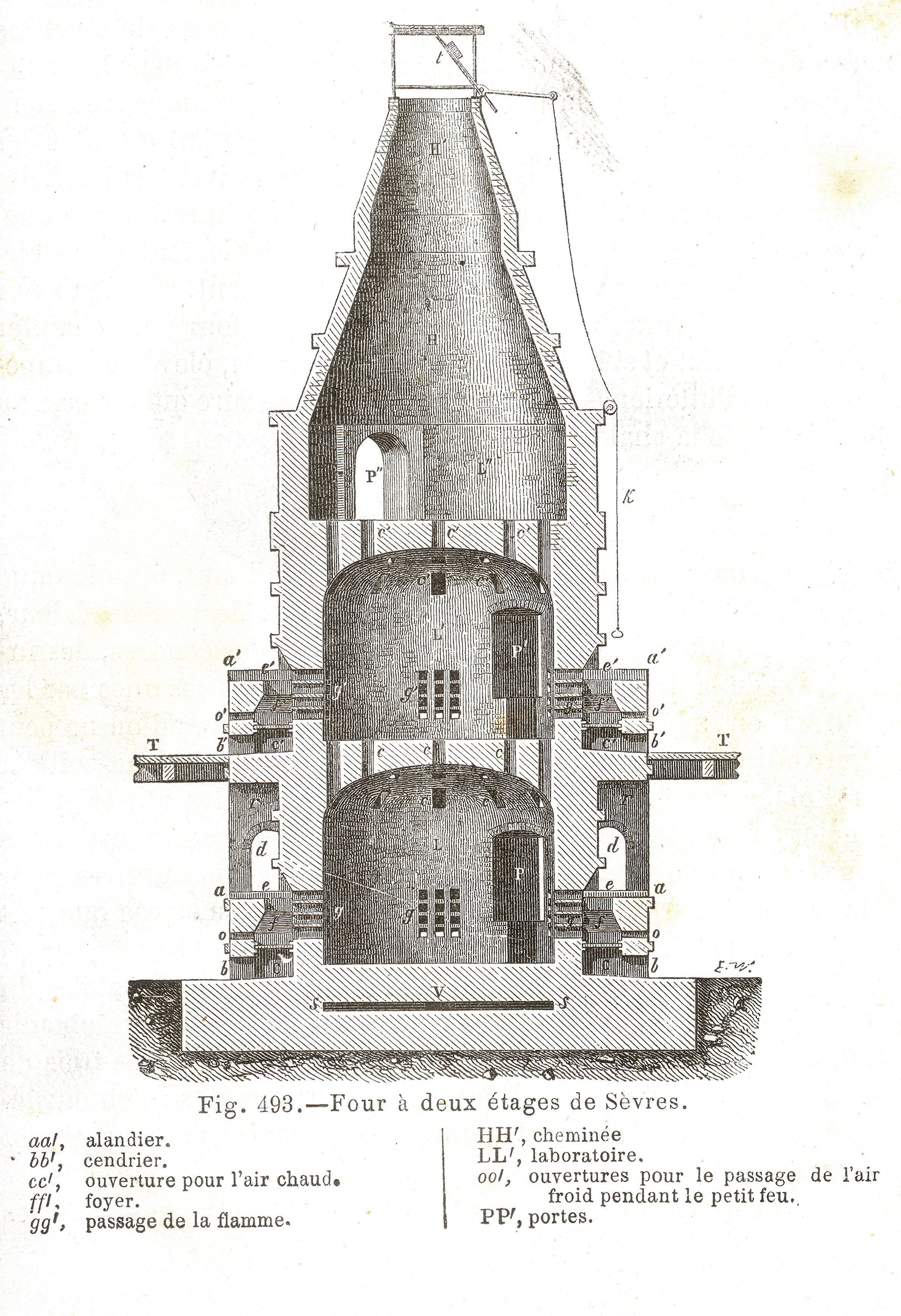
Horno de madera para cerámica en Sèvres. Dictionnaire de chimie industriel (Barreswil, A. Girard) 1864.

Poco después de su certificado de estudios, trabajó con notarios locales en Saint-Saëns y Pommeréval.
Autodidacta, dotado de una gran curiosidad, demostró a través de sus publicaciones una gran cultura. El gran número de puestos de trabajo ocupados en su carrera también demuestra su capacidad de adaptación. Alternativamente, investigador, director y difusor, sus gustos se deben en buena parte a la influencia del abad Cochet conocido en toda Normandía por sus interesantes artículos. A través de este abad, consciente de las inmensas capacidades de Ambroise, consigue su entrada en la Manufacture nationale de Sèvres.
Fue nombrado sucesivamente director de los hornos y de las pastas, después gerente de producción antes de salir de la fábrica en 1883 a los 54 años de edad. Uno de los mayores trabajos que Ambroise Milet dirigió fue la construcción de seis grandes hornos de leña en 1877. Estos hornos están clasificados como monumento histórico de Francia.
Al cesar en su trabajo en Sèvres, se trasladó a Dieppe y creó, gracias a su amistad con el alcalde, Alexandre Legros, el museo del Castillo de Dieppe, que reúne una colección de alfarería de Martincamp y marfiles de Dieppe. En esta ciudad falleció y se encuentra enterrado en el cementerio de Montmartre.

## Publicaciones
- Priorité de l'invention de la porcelaine à Rouen, en 1763, E. Cagniard (Rouen) - (1867)
- Histoire d'un four à verre de l'ancienne Normandie, Par Ambroise Milet, Chef des Fours et Pâtes à la Manufacture nationale de Porcelaines de Sèvres, 17 pages - (1871)
- Antoine Clericy, ouvrier du roi en terre sigilée (1612-1653): esquisse sur sa vie et ses œuvres - J. Baur (Paris) - (1876)
- Notice sur Désiré Riocreux, conservateur du musée céramique de Sèvres. Paris, 32 pages, Librairie De L'Art. J. Rouam & Remington And Co (1883). Commentaire biblio|Ambroise Milet prononcera en 1872 l'oraison funèbre de son ami.
- Château-musée de Dieppe (Dieppe) - Plon (Paris)- (1887)
- Historique de la Faïence et de la Porcelaine de Rouen au s-XVII, 32 pages, E. Cagniard (Rouen) - (1898) commentaire biblio|Des imitations de faïences de Rouen éditées par Charles Ficquenet, peintre décorateur de la Manufacture de Sèvres, semblent avoir été inspirées de ces travaux.
- Château-musée de Dieppe, Catalogue du Musée de Dieppe. Archéologie, histoire locale, Beaux-Arts. Musée Camille Saint-Saens, Histoire Naturelle, 284 pages  (1904)
- Ivoires et ivoiriers de Dieppe, 55 pages, Imprimerie de l'Art, E. Moreau et Cie (Paris) - (1906)
- Musée de Céramique de Sèvres, 130 pages
- Anciennes industries scientifiques et artistiques dieppoises, 55 pages, Imprimerie Georges Petit (Paris) - (1904)
- Identification d'une Comtesse d'Eu, Sotteville-lès-Rouen, 7 pages, Imprimerie Lecourt - (1909)
- Martincamp, ses pots et ses potiers, 44 pages - Imprimerie IB4 (Dieppe) - (2004)